# NSG Schwansener See
NSG Schwansener See este o arie protejată (arie specială de conservare — SAC, sit de importanță comunitară — SCI, arie de protecție specială avifaunistică — SPA) din Germania întinsă pe o suprafață de 202 ha, integral pe uscat.

## Localizare
Centrul sitului NSG Schwansener See este situat la coordonatele 54°36′39″N 10°01′28″E / 54.6108°N 10.0244°E.

## Înființare
Situl NSG Schwansener See a fost declarat arie de protecție specială avifaunistică în martie 1992 pentru a proteja 14 specii de animale. Alte tipuri de protecție:
- sit de importanță comunitară (în august 2000)
- arie specială de conservare (în ianuarie 2010)[1][3][4]

## Biodiversitate
Situată în ecoregiunea continentală, aria protejată conține 8 habitate naturale: Lagune de coastă, Recifuri, Vegetație anuală la limita mareei, Vegetație perenă pe țărmurile stâncoase, Faleze cu vegetație de pe coastele atlantice și baltice, Pășuni atlantice udate de apa mării (Glauco-Puccinellietalia maritimae), Dune mobile de-a lungul țărmului cu Ammophila arenaria („dune albe”), Dune de coastă fixe cu vegetație erbacee („dune gri”).
La baza desemnării sitului se află mai multe specii protejate de  păsări (14): ciocârlie-de-câmp (Alauda arvensis), fâsă de luncă (Anthus pratensis), Aythya marila, buhai de baltă (Botaurus stellaris stellaris), prundaș gulerat mare (Charadrius hiaticula), erete de stuf (Circus aeruginosus), lebădă de iarnă (Cygnus cygnus), Limosa limosa limosa, ploier auriu (Pluvialis apricaria), ciocântors (Recurvirostra avosetta), chiră mică (Sterna albifrons), chiră de baltă (Sterna hirundo), fluierarul cu picioare roșii (Tringa totanus), nagâț (Vanellus vanellus).
Pe lângă speciile protejate, pe teritoriul sitului au mai fost identificate 1 specie de amfibieni.